# Kenneth Herkenhoff
Kenneth Herkenhoff est un astronome américain.

## Biographie
Il a obtenu une licence de géologie en 1981 à l'université de Californie à Berkeley et ensuite une maîtrise (Master of Science) dans la même discipline en 1985 à CalTech. En 1989 il a poursuivi dans le même institut son doctorat (Ph.D.) en sciences planétaires.
Il a commencé à travailler en 1989 pour le Conseil national de la recherche des États-Unis avant de passer en 1991 au Jet Propulsion Laboratory et en 1998 à l'Institut d'études géologiques des États-Unis.
Le Centre des planètes mineures le crédite de la découverte de deux astéroïdes, effectuée en 1983 avec la collaboration de Gregory Wayne Ojakangas.